# Montrond (Alpy Wysokie)
Montrond – miejscowość i gmina we Francji, w regionie Prowansja-Alpy-Lazurowe Wybrzeże, w departamencie Alpy Wysokie.

## Demografia
Według danych na rok 1990 gminę zamieszkiwały 53 osoby, a gęstość zaludnienia wynosiła 12 osób/km². W styczniu 2015 r. Montrond zamieszkiwały 63 osoby, przy gęstości zaludnienia wynoszącej 14,1 osób/km².